# Komarnica Ludbreška
Komarnica Ludbreška falu Horvátországban, Varasd megyében. Közigazgatásilag Sveti Đurđhoz tartozik.

## Fekvése
Varasdtól 20 km-re, községközpontjától 2 km-re nyugatra a Dráva jobb partján fekszik.

## Története
Története során végig a szentgyörgyi plébániához tartozott. Az 1680-as egyházi vizitáció szerint 17 ház állt a faluban.
1857-ben 131, 1910-ben 233 lakosa volt. 1920-ig Varasd vármegye Ludbregi járásához tartozott. 2001-ben 44 háza és 178 lakosa volt.

## Külső hivatkozások
- A község hivatalos oldala
- A Szent György plébánia honlapja